# Jean-Baptiste Moreau (Komponist)
Jean-Baptiste Moreau (* 1656 in Angers; † 24. August 1733 in Paris) war ein französischer Komponist.

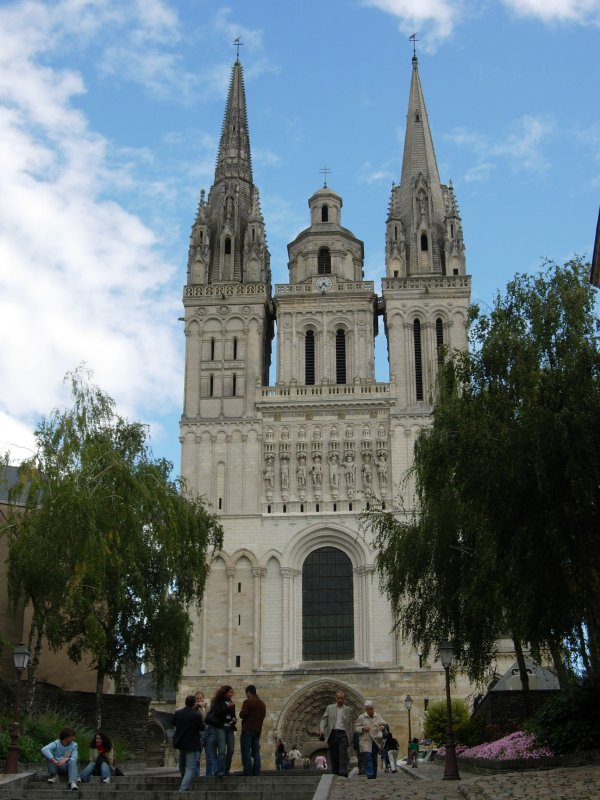
Kathedrale Saint Maurice (Angers)

## Leben
Als Sängerknabe an der Kathedrale St. Maurice von Angers erlernte Moreau das Musikerhandwerk. Er wirkte kurze Zeit in Langres und Dijon, bevor er sich in Paris niederließ. Hier gelang es ihm, sich bei Hofe einzuführen und wurde durch König Louis XIV in Dienst gestellt. Hier erhielt er den Posten des Kapellmeisters in dem der Madame de Maintenon unterstehenden „Maison de Saint Cyr“, in dem auch der Komponist Guillaume-Gabriel Nivers (1632–1714) als Organist und Gesangslehrer wirkte. 1694 wurde er Intendant der Musik der „Musique des États du Languedoc“ (Der Stände), kam aber nach einiger Zeit in die Hauptstadt zurück. In seinen letzten Lebensjahren erhielt er eine königliche Pension.
Moreau komponierte Motetten und vertonte die Chorauftritte in den biblischen Tragödien Esther und Athalie von Jean Racine (1639–1699). Auch als Musikpädagoge war er erfolgreich, gehörten doch Komponisten wie Michel Pignolet de Montéclair (1667–1737), Clérambault (1676–1749) und Dandrieu (1682–1738) zu seinen Schülern.